# Sugiyama Danto
Danto Sugiyama (sinh ngày 20 tháng 5 năm 1999) là một cầu thủ bóng đá người Nhật Bản.

## Sự nghiệp câu lạc bộ
Danto Sugiyama đã từng chơi cho JEF United Chiba.